# Католицизм в Самоа
Католицизм в Самоа или Католическая церковь в Самоа является частью всемирной Католической церкви. Численность католиков в Самоа составляет около 35.400 человек (около 19,6 ).

## История
История Католической церкви на островах Самоа началась в 1845 году, когда на острова прибыли два католических миссионера из монашеской конгрегации мариистов. Первая католическая церковь была построена в небольшом селении Милинуу на острове Уполу. В 1848 году миссионеры издали первое издание Нового Завета на самоанском языке. В 1855 году ими был переведён Ветхий Завет.
20 августа 1850 году Святой Престол учредил первую церковную структуру на островах — апостольский викариат Самоа, который 21 июня 1966 года был преобразован в епархию Самоа и Токелау. 10 августа 1974 года епархия Самоа и Токелау была возведена в ранг митрополии с суффраганной епархией Самоа — Паго-Паго.
В 1968 году был рукоположён первый самоанский епископ Пий Таофинуу, который 5 марта 1973 года был избран кардиналом.
10 июня 1994 года были установлены дипломатические отношения между Ватиканом и Самоа. Резиденция нунция находится в городе Веллингтон, Новая Зеландия.